# Sable
Rena Marlette Lesnar (geboren Rena Greek, Jacksonville (Florida), 8 augustus 1967), beter bekend als Sable, is een Amerikaans model, actrice en voormalig professioneel worstelaar die bekend was van World Wrestling Entertainment (WWE).

## Levensloop
Greek is geboren in Jacksonville, Florida. In 1986 trouwde ze met Wayne W. Richardson. Het echtpaar kreeg in 1991 een dochter. Later dat jaar overleed Richardson aan de gevolgen van een auto-ongeluk.
In 1990 startte Greek een carrière in de modellenwereld en werkte ze voor verscheidene bedrijven zoals L'Oréal, Pepsi en Guess?.
In 1993 ontmoette Greek professioneel worstelaar en voormalig bokser Marc Mero, die op dat moment actief was in de World Championship Wrestling als "Johnny B. Badd", ze trouwden in 1994.
In maart 1996 maakte Greek haar debuut in de WWF op WrestleMania XII als Sable. Ze was een van de zes gezichten van de WWF Divas. Ze bereikte al snel de top van de WWF en in 1998 veroverde ze het WWF Women's Championship. Tussendoor won ze ook twee Slammy Awards. Ze worstelde bij WWF tot juni 1999.
In 2003 keerde ze weer voltijds terug naar de WWE, waar ze bleef worstelen tot 2004. In 2004 scheidde Greek van haar man Marc Mero. Op 6 mei 2006 trouwde Greek met profworstelaar Brock Lesnar, die op dat moment niet actief was in de WWE.
In januari 2007 werkte Greek voor de Japanse worstelorganisatie, New Japan Pro Wrestling, maar ze verliet de organisatie in juni 2007 nadat haar man Brock Lesnar een rechtszaak had aangespannen tegen de WWE.

## In het worstelen
- Finishers
  - Sable Bomb (Folding powerbomb)
  - TKO – Total Knock Out
- Signature moves
  - Diving crossbody
  - Double leg takedown
  - Frankensteiner
  - Hair–pull snapmare
  - Low blow
  - Various martial arts kicks
- Managers
  - Tori
  - Nicole Bass
- Worstelaars managed
  - Hunter Hearst Helmsley
  - Vince McMahon
  - Marc Mero
  - Tori
  - A-Train

## Prestaties
- World Wrestling Federation
  - WWF Women's Championship (1 keer)
  - Slammy Award
    - "Best Dressed" (1997)
    - "Miss Slammy" (1997)
- Playboy
  - Cover Girl (april 1999, september 1999, maart 2004)